# Сервиева стена

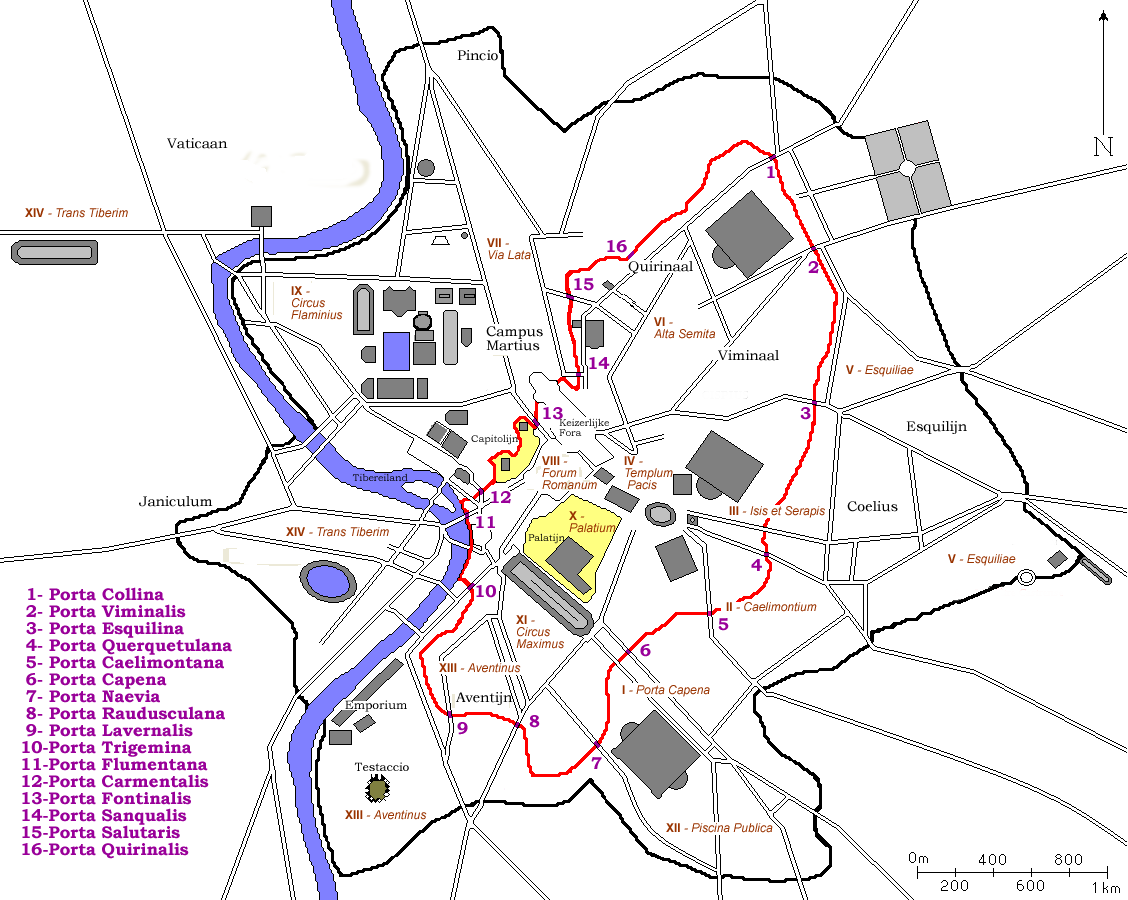
Сервиева стена обозначена красным.

Сервиева стена (лат. Murus Servii Tullii) — римская крепостная стена.
Первые крепостные стены Рима были построены, по легенде, царём Сервием Туллием в середине VI века до н. э. Однако сохранившиеся фрагменты Сервиевой стены датируются лишь серединой IV века до н. э. и были построены, вероятно, после вторжения в Рим галлов около 390 г. до н.э..
Руины Сервиевой стены можно увидеть в разных местах города: у вокзала Термини на площади Пятисотлетия, на Авентине на улице Ансельмо, на Капитолии, на улице Кардуччи,  площади Маньянаполи и площади Манфредо Фанти.
Стена IV века до н. э. была возведена из блоков туфа, длина стены составляла 11 км, высота 10 м, стена окружала территорию площадью около 426 гектаров, включавшую холмы Рима — Капитолий, Палатин, Квиринал, Виминал, Авентин, Целий, Эсквилин.

## Ворота Сервиевой стены
- Коллинские ворота — северные ворота, вели к Соляной дороге
- Виминальские ворота
- Эсквилинские ворота — вели к Лабикаской, Пренестинской и Тибуртинской дорогам
- Дубовые ворота — вели к Тускуланской дороге
- Целимонтанские ворота
- Капенские ворота — вели к Аппиевой и Латинской дорогам
- Невиевы ворота — на Авентине, вели к  Ардеатинской дороге
- Раудускуланские ворота — южнее Тибра
- Лавернские ворота
- Тройные ворота — вблизи Бычьего форума, вели к Остийской дороге
- Приречные ворота
- Ворота Карменты — вели к Фламиниеву цирку
- Фонтинальские ворота — вели к улице Корсо, на Марсово поле
- Ратуменновы ворота
- Санковы ворота
- Ворота Салюс
- Квиринальские ворота

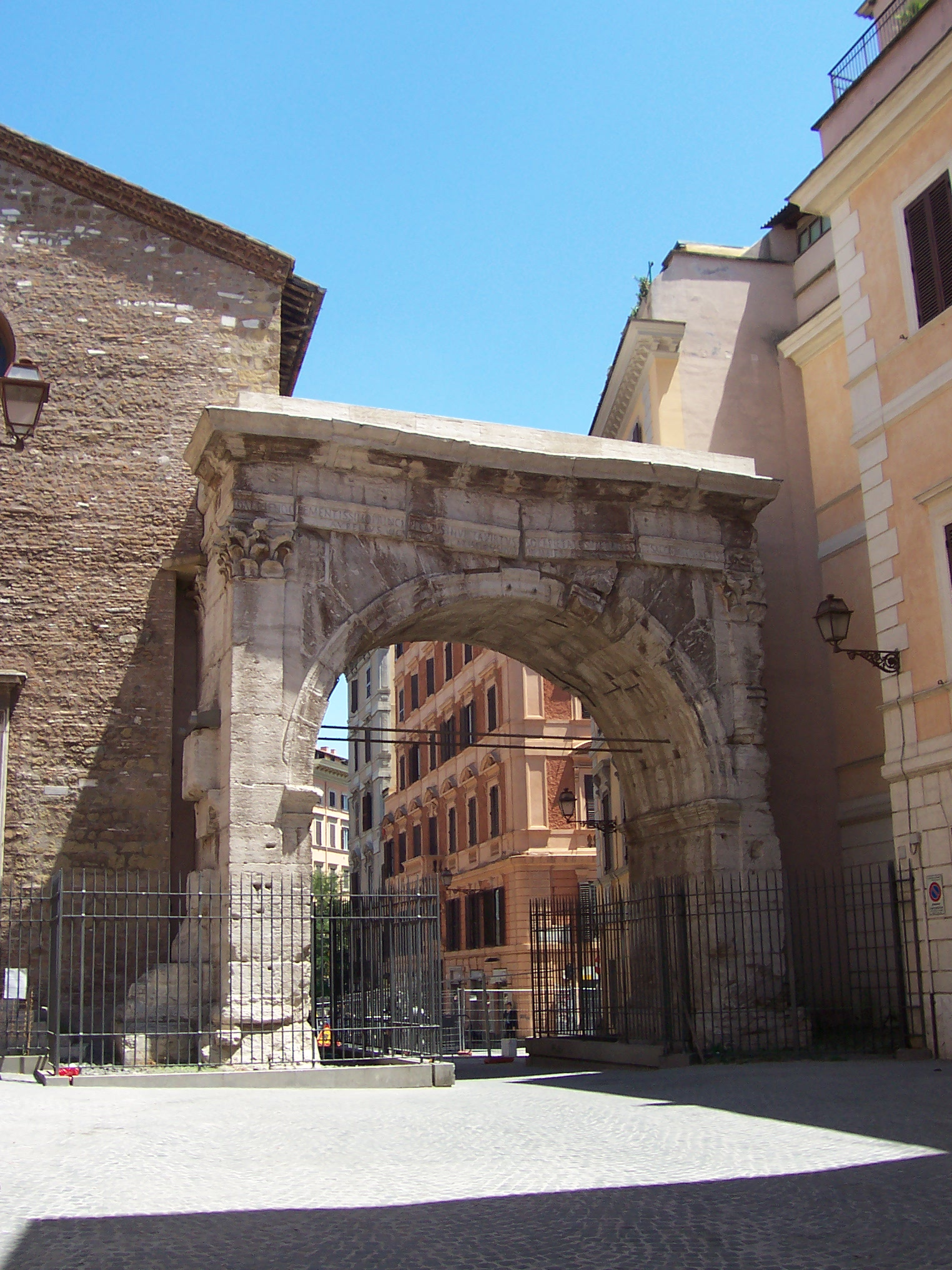
Эсквилинские ворота, или арка Галлиена.
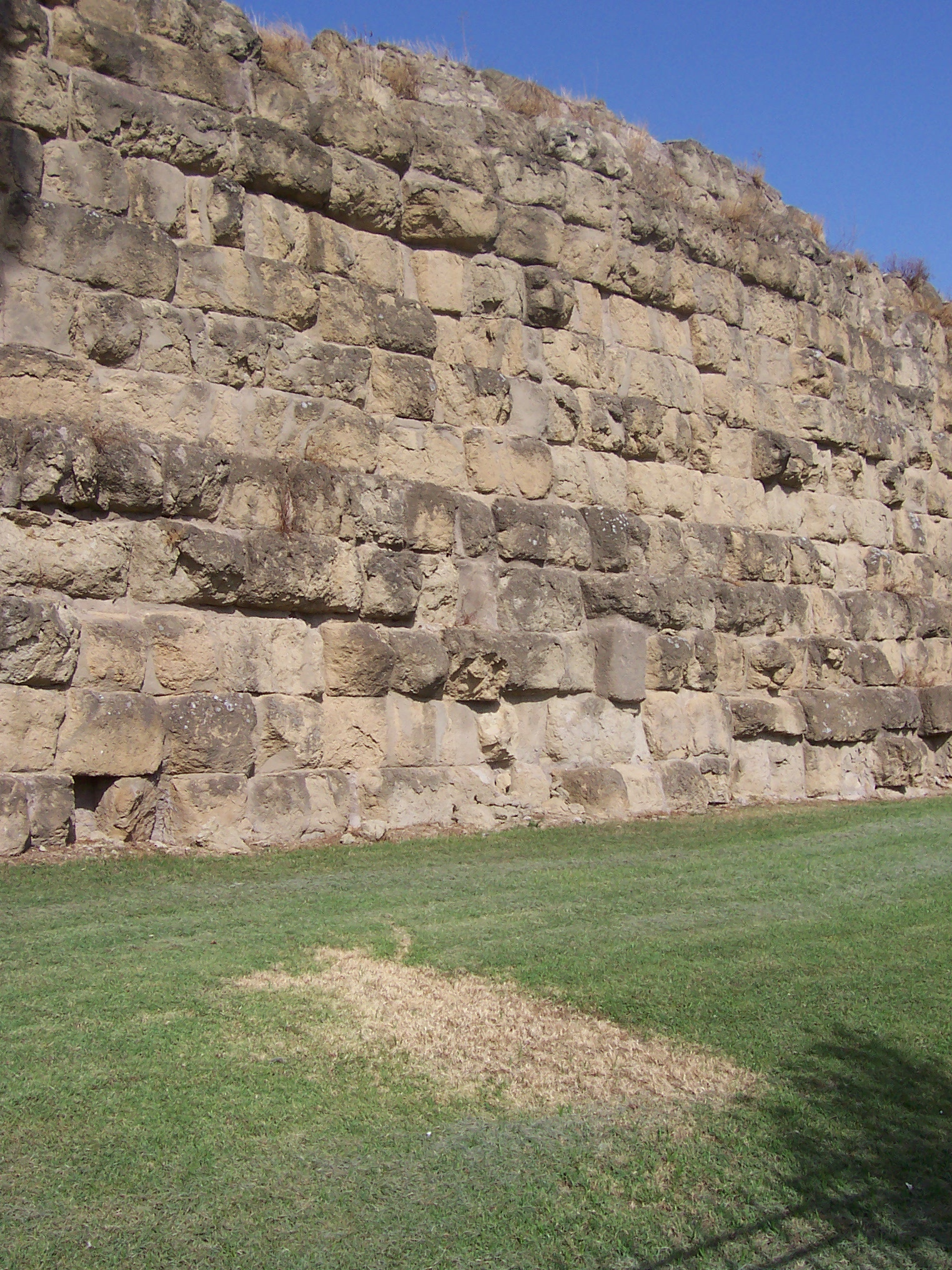
Сервиева стена у вокзала Термини.
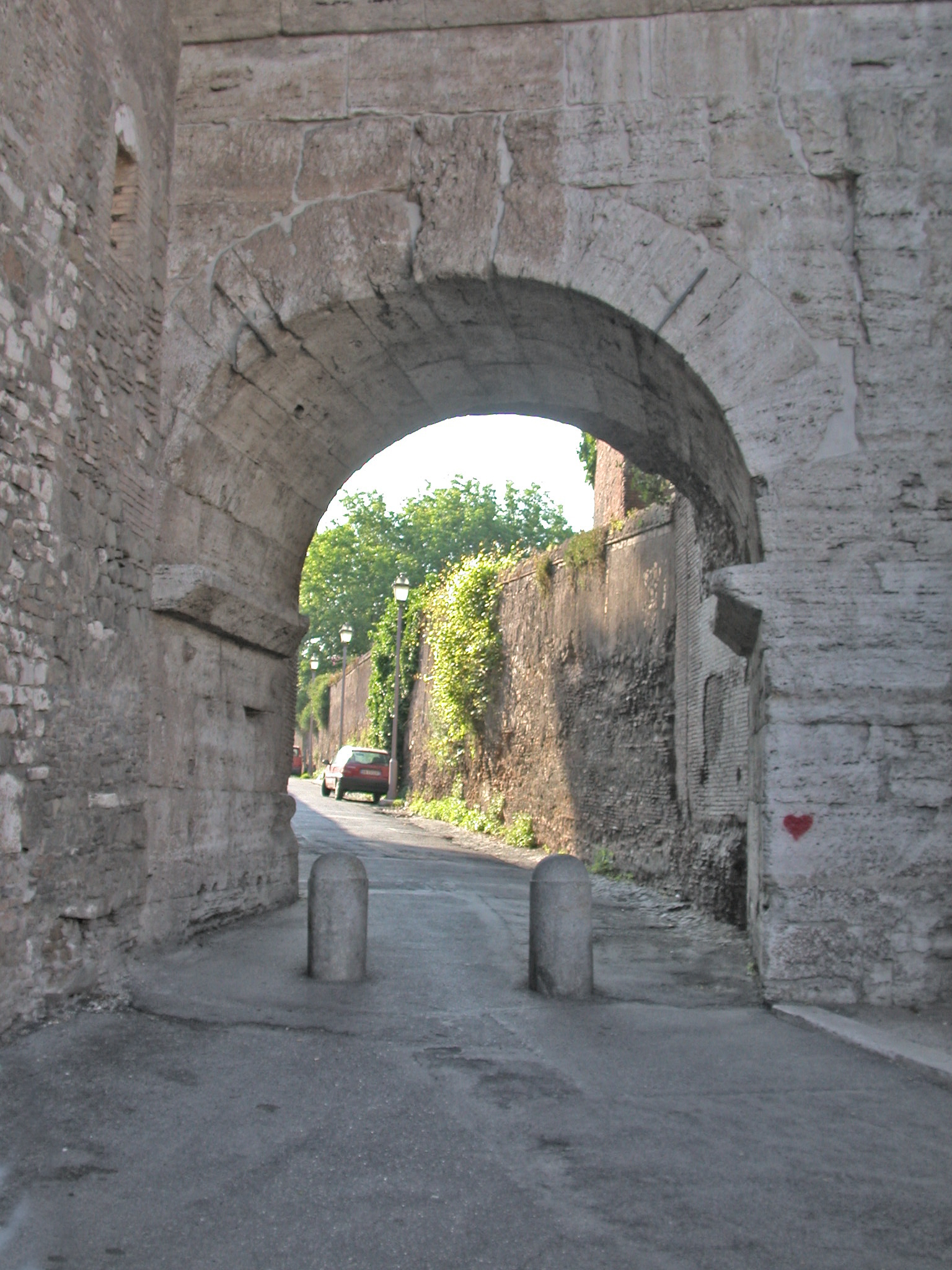
Арка Долабеллы